# هنري ارنو (قس)
هنري ارنو (بالفرنسية: Henri Arnaud)‏ هو قس فرنسي، ولد في 15 يوليو 1643 في أنبرون في فرنسا، وتوفي في 8 سبتمبر 1721 في Schönenberg, Baden-Württemberg ‏ في ألمانيا.

## وصلات خارجية
- هنري ارنو على موقع الموسوعة البريطانية (الإنجليزية)